# Брукнил (Вирџинија)
Брукнил (енгл. Brookneal) град је у америчкој савезној држави Вирџинија. По попису становништва из 2010. у њему је живело 1.112 становника.

## Демографија
Према попису становништва из 2010. у граду је живело 1.112 становника, што је 147 (11,7%) становника мање него 2000. године.
| Група             | 2000.       | 2010.       |
| Белци             | 793 (63,0%) | 688 (61,9%) |
| Афроамериканци    | 437 (34,7%) | 404 (36,3%) |
| Азијати           | 0 (0,0%)    | 0 (0,0%)    |
| Хиспаноамериканци | 20 (1,6%)   | 11 (1,0%)   |
| Укупно            | 1.259       | 1.112       |